# 與其溫柔不如給我一個吻
《與其溫柔不如給我一個吻》（日语： yasashiku suru yori kisu wo shite */?）是日本女子偶像團體NMB48成員渡邊美優紀的個人出道單曲，同時是「AKB48家族 猜拳大會2014」前16名獲勝者的出道企劃單曲，於2014年12月24日由You, Be Cool!/King Records發行，而台壓版則由華納音樂代理、並於2014年12月24日在台灣同步上市。

## 簡介
《與其溫柔不如給我一個吻》是日本女子偶像團體AKB48於2014年9月17日，在日本武道館所舉行的「AKB48 Group 猜拳大會2014」中，由渡邊美優紀以猜拳的形式奪下優勝後所得到的第一張個人出道單曲，有別於過去的AKB48猜拳大會獎品是以團體名義發行單曲，並由優勝者作為單曲的中心成員，此次則改以個人單曲出道作為優勝者的獎勵，而第2－16名則參與演唱此張單曲的C/W曲。
在收錄的B面曲方面是由猜拳選拔演唱的《微弱春風》。另外此張單曲也僅推出初回限定盤與普通盤兩種版本，收錄內容則是完全相同，而購買初回限定盤的消費者可透過抽選的方式，參加在2015年3月7日，於橫濱國際平和會議場A展示廳所舉辦的單曲發行紀念活動。

## 版本與收錄內容

### 初回限定盤/普通盤
CD
1. 《與其溫柔不如給我一個吻》（やさしくするよりキスをして）
2. 《微弱春風》（春風ピアニッシモ）（猜拳選拔演唱曲）
3. 《與其溫柔不如給我一個吻》純配樂（off vocal）版
4. 《微弱春風》純配樂版

DVD
1. 《與其溫柔不如給我一個吻》MV
2. 《微弱春風》MV

## 歌曲與選拔成員
以下所提及的成員所屬分隊都是以單曲唱片發行的時間點為準。

### 與其溫柔不如給我一個吻
主打單曲《與其溫柔不如給我一個吻》（やさしくするよりキスをして）是一首由製作人秋元康作詞，福田貴訓作曲，若田部誠编曲的歌曲。歌曲是由2014年9月17日在日本武道館所舉行的「AKB48 Group 猜拳大會2014」中的優勝者渡邊美優紀所演唱。

### 微弱春風
B面曲《微弱春風》（春風ピアニッシモ）是一首由製作人秋元康作詞，Yoshihiro Saito作曲，野中MASA雄一编曲的歌曲。這首歌曲是由猜拳大會中獲得第2－16名的成員們所演唱，担任此曲Center（中央位置）的成員是小嶋陽菜，具體成員名單與名次如下：
- AKB48 Team A：小嶋陽菜（第2名）、中西智代梨（第16名）
- AKB48 Team K：內田真由美（第10名）、永尾瑪利亞（永尾まりや，第7名）、宮崎美穗（第5名）
- AKB48 Team B：大和田南那（第8名）、柏木由紀（兼任NMB48 Team N成員，第15名）、川本紗矢（第3名）
- AKB48 Team 4：岩立沙穗（第4名）、岡田奈奈（第14名）、佐藤妃星（第12名）
- SKE48 Team KII：荒井優希（第13名）
- NMB48 Team N：小谷里步（兼任AKB48 Team 4成員，第6名）
- NMB48 Team M：東由樹（第9名）
- HKT48 Team KIV：朝長美櫻（兼任AKB48 Team B成員，第11名）

## 外部連結
- King Records官方網站作品介紹頁面：（日語）
  - 初回限定盤 （页面存档备份，存于）、普通盤 （页面存档备份，存于）
- 官方YouTube頻道MV：
  - YouTube上的《與其溫柔不如給我一個吻》剪輯版MV
  - YouTube上的《微弱春風》剪輯版MV